# Resolution 1999 des UN-Sicherheitsrates
Die Resolution 1999 des UN-Sicherheitsrates ist eine Resolution, die der Sicherheitsrat der Vereinten Nationen am 13. Juli 2011 ohne Abstimmung beschloss.
Mit der Resolution hat der Sicherheitsrat der Generalversammlung der Vereinten Nationen vorgeschlagen, dass der Südsudan als Mitglied in die Vereinten Nationen aufgenommen wird. Die Resolution folgt dem Ersuchen des südsudanesischen Präsidenten Salva Kiir Mayardit. Mit Aufnahme des Südsudan haben die Vereinten Nationen nun 193 Mitgliedstaaten.